# Латимерии
Латиме́рии (лат. Latimeria) — род семейства латимериевых (Latimeriidae) отряда целакантообразных (Coelacanthiformes). Одно из живых ископаемых.
В настоящее время известно два вида латимерий: Latimeria chalumnae, открытая в 1938 г., обитающая у восточного и южного побережья Африки, и Latimeria menadoensis, открытая и описанная в 1997—1999 гг. возле острова Сулавеси в Индонезии.

## Эволюция
Латимерия относится к отряду целакантообразных, часто называемых просто целакантами. Длительное время считалось, что целаканты практически не изменились за 400 миллионов лет. Однако современные исследования показывают, что для этой группы не характерны ни морфологический стазис, ни замедленная эволюция генома. Целаканты относятся к группе актинистий (Actinistia), в течение большей части своей эволюционной истории населявшей в основном моря. Относительно далёкие родственники целакантов, лопастепёрые рыбы из группы рипидистий (Rhipidistia), стали предками всех наземных позвоночных (к этой группе относятся и современные двоякодышащие; исследования генома показали, что современные тетраподы ближе к двоякодышащим, чем к целакантам).
У представителей отряда целакантообразных возникли своеобразные анатомические структуры, многие из которых являются синапоморфиями данного отряда. Например, вместо характерного для большинства челюстноротых позвоночных твёрдого позвоночника у целакантов имеется толстостенная эластичная трубка, которая так же далека от хорды их предков, как и позвоночник других позвоночных, но развитие этой структуры происходило в абсолютно другом направлении. Вместо сплошного черепа целаканты обладают специфической мозговой коробкой, состоящей из двух частей, которые сочленяются (как и у других лопастеперых рыб) внутренним суставом, укреплённым базикраниальной мышцей. Целаканты — единственные современные животные с таким строением черепа. Внутричерепной сустав, вместе с другими уникальными вращательными суставами в голове, специфическими ростральными органами и электросенсорной системой, включающей сеть каналов, в том числе пронизывающих гулярные пластинки, обеспечивают процесс «всасывательного» питания и объясняют такую характерную особенность поведения целакантов, как зависание вниз головой, которое впервые наблюдал ихтиолог Ганс Фрике.
Генетические исследования показали, что латимерии более близкородственны двоякодышащим (Dipnoi) и четвероногим (Tetrapoda), чем лучепёрым рыбам (Actinopterygii).

## История открытия
До середины XX века целаканты считались вымершими 65 млн лет назад. Первого живого целаканта нашла 23 декабря 1938 года Марджори Куртене-Латимер (1907—2004), куратор музея в городе Ист-Лондон (ЮАР). Она исследовала рыб, выловленных рыбаками траулера «Нерин» в водах Индийского океана, возле устья реки Чалумна, и обратила внимание на необычную рыбу синего цвета. Куртене-Латимер принесла её в музей, так как не смогла определить на месте. Не найдя рыбу ни в одном определителе, она попыталась связаться с профессором ихтиологии Джеймсом Смитом, но все попытки не увенчались успехом. Не имея возможности сохранить рыбу, Марджори отдала её таксидермисту для изготовления чучела. Когда профессор Смит вернулся в музей, он сразу же узнал в чучеле представителя целакантов, хорошо известных по ископаемым останкам, и в марте 1939 года опубликовал описание находки, дав ей латинское имя Latimeria chalumnae в честь Марджори Латимер и места находки (река Чалумна). Также профессор Смит охарактеризовал эту рыбу как «живое ископаемое», что впоследствии стало общепринятым. Местные жители называли её «комбесса». 

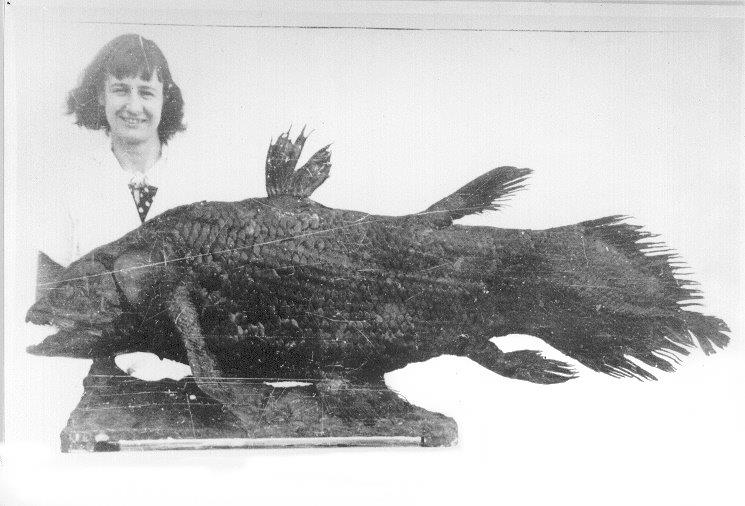
Маржори Латимер рядом с латимерией

После обнаружения первой особи латимерии в 1938 году второй экземпляр был пойман только лишь в 1952 году; при этом он не имел переднего спинного плавника. Джеймс Смит изначально описал его как Malania anjouanae. Позже доскональное изучение образца показало, что его анатомия во всём, кроме этого плавника, такая же, как у первого образца. Данный экземпляр также был отнесён к виду Latimeria chalumnae.
Второй вид этого рода был открыт в водах возле города Манадо, расположенного на северном побережье острова Сулавеси, 18 сентября 1997 Марком Эрдманом, биологом из Калифорнии, который вместе с женой проводил там медовый месяц. Исходя из места находки (город Манадо), существу присвоили название Latimeria menadoensis. Второй экземпляр был отловлен в том же регионе 30 июля 1998 года.
На 2006 год этот индонезийский вид был известен лишь по четырём образцам: две рыбы были случайно пойманы акульими сетями (одну из них впервые нашёл Марк на рыбном рынке), а ещё двух видели под водой из батискафа. Все существующие на 2006 год фотографии живой индонезийской латимерии под водой сделаны Марком Эрдманом, и это снимки одной рыбы, пойманной рыбаком и выпущенной в воду ещё живой.
Пятый экземпляр того же вида был пойман вблизи города Манадо рыбаком в мае 2007 года и прожил 17 часов в отгороженном сеткой участке моря. Это стало рекордом, поскольку считалось, что эти рыбы могут выжить в поверхностных слоях воды не более двух часов.
В настоящее время выделяют одно семейство латимериевые (Latimeriidae) с одним родом Latimeria, содержащим два вида: Latimeria chalumnae (коморская латимерия) и Latimeria menadoensis (индонезийская латимерия). Согласно генетическим исследованиям, эти виды разделились 30—40 миллионов лет назад. О биологии индонезийской латимерии сведений практически нет. Почти все данные, приведённые в литературе, относятся к коморской латимерии. Но различия между видами очень небольшие. Достоверно установить, что индонезийская латимерия является отдельным видом, удалось лишь после генетических исследований.
Во время научных поисков латимерий довольно часто встречают у берегов ЮАР и Мозамбика на глубине нескольких сотен метров.

## Описание

### Внешний вид

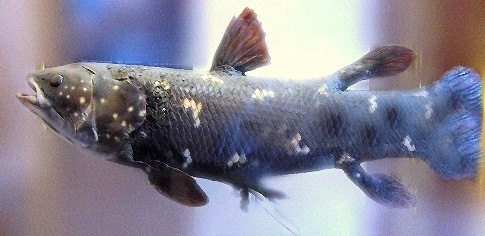
Latimeria chalumnae

Окраска L. chalumnae синевато-серая с большими серо-белыми пятнами, располагающимися по всему телу, голове, и мускулистым основаниям плавников. Рисунок, сформированный белыми пятнами, является индивидуальным для каждой отдельной особи рыбы, что используется для идентификации при подводных наблюдениях.
Светлые пятна на теле напоминают оболочников, поселяющихся на стенах пещер, в которых обитают латимерии. Такие оболочники — характерный элемент ландшафта, в котором обитают эти рыбы, и, таким образом, данная окраска обеспечивает маскировку в соответствующем биотопе. Умирающая коморская латимерия меняет цвет с синеватого на коричневый, а особи индонезийского вида в течение всей жизни окрашены в коричневый цвет с заметным золотистым блеском на светлых пятнах.
Самки обоих видов вырастают в длину в среднем до 190 см, самцы — до 150 см, при массе 50—90 кг; длина новорождённых латимерий составляет 35—40 см.

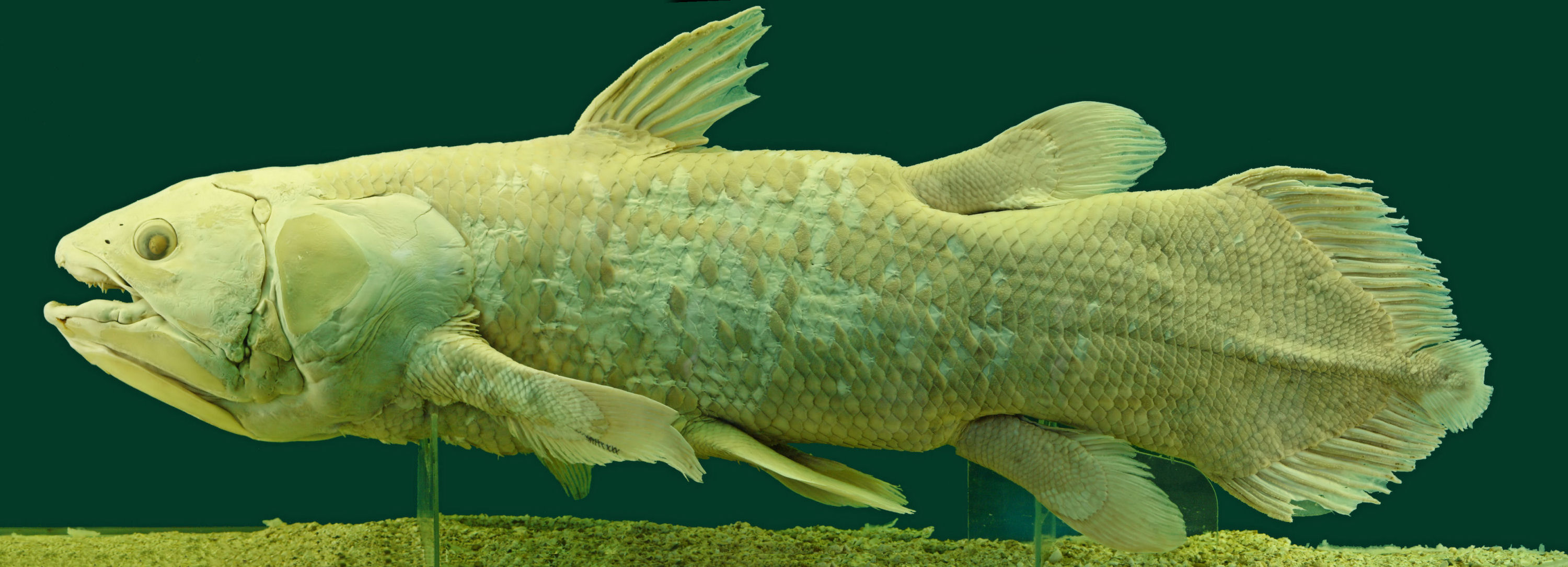
Сохранившийся образец в Музее естественной истории, Вена, Австрия

### Особенности анатомии
Строение скелета латимерии — современного целаканта — во многом сходно со скелетами её предков, живших 200 миллионов лет назад. Исследования латимерий показали, что они имеют много общих черт с хрящевыми рыбами. Эти черты были интерпретированы как «признаки примитивных позвоночных», но, наряду с ними, целаканты имеют и более специализированные признаки строения.
Наиболее яркой характеристикой целакантов является наличие специфических лопастных плавников. Несмотря на то, что данные плавники имеют ряд общих признаков с лопастными плавниками ископаемых двоякодышащих рыб и некоторых многопёровых, никакая другая группа рыб не развила сразу семь плавников такого строения. Парные плавники целакантов поддерживаются костными поясами, которые напоминают структуры, являющиеся эволюционными предшественниками плечевого и тазового поясов наземных четвероногих позвоночных. Осевой скелет целакантов эволюционировал независимо от других позвоночных, даже обладающих нотохордом. Вместо развития позвонков, нотохорд современных целакантов развился в трубку диаметром около 4 сантиметров, заполненную жидкостью под избыточным давлением.
Нейрокраниум (мозговой череп) целакантов разделён внутренним суставом на переднюю и заднюю части, и это позволяет рыбам открывать рот не только с помощью опускания нижней челюсти, но также поднимая верхнюю. Это существенным образом увеличивает ротовое отверстие, и, повышая объём ротовой полости, обеспечивает усиленное всасывание. Взрослые латимерии обладают очень небольшим головным мозгом, который занимает лишь 1,5 % от общего объёма черепной коробки. Эта черта общая со многими глубоководными акулами и шестижаберным скатом. Эпифизарный комплекс, обеспечивающий фоторецепцию у многих позвоночных, у латимерий развит хорошо по сравнению с другими рыбами, хотя и скрыт под костями черепа (у большинства ископаемых кистепёрых в черепе было для него специальное отверстие). Этот орган у неё содержит хорошо развитые светочувствительные клетки. В отличие от большинства костных рыб, у латимерии асимметрия связанных с ним структур мозга такая же, как у земноводных
У латимерии нет базального сосочка во внутреннем ухе, однако специализация мембраны в плане структуры, расположения и иннервации сходна с таковой базального сосочка тетрапод. Электросенсорные органы на голове и парных гулярных пластинках этой рыбы, вместе с ростральными органами, исследователи считают средствами локации добычи. Для пищеварительной системы латимерии характерно наличие спирального клапана с уникальными, чрезвычайно удлиненными, почти параллельными спиральными конусами в кишечнике. Спиральный клапан — черта, характерная для примитивных форм челюстноротых, он сильно развит у современных хрящевых рыб и замещён удлинением кишечника у костистых рыб и тетрапод.
Сердце латимерии удлинено, его структура аналогична таковой у других рыб, и оно намного сложнее S-образной эмбриональной трубки, являющейся исходной формой для всех классов рыб. Согласно опубликованным в 1994 году данным, Latimeria chalumnae, пойманная в 1991 году возле Гахаи (остров Гранд-Комор), имела 48 хромосом. Такой кариотип (хромосомный набор) заметно отличается от кариотипа двоякодышащих рыб, но очень похож на 46-хромосомный кариотип земноводного Ascaphus truei. Комплекс дермальных каналов, известный лишь у ископаемых бесчелюстных и некоторых, также ископаемых, челюстных рыб, у L. chalumnae существует вместе с обычным для современных рыб рядом ямок, образующих боковую линию.
Глаза у латимерий очень большие и их строение способствует восприятию света при низкой освещённости. Максимум поглощения палочек смещён в коротковолновую часть спектра, и глаз воспринимает преимущественно синюю часть.

## Разница между целакантом и латимерией
Латимерию часто называют целакантом. Но настоящие целаканты вымерли 145 млн лет назад, а латимерии живут до сих пор. В сравнении с латимериями целаканты были меньше и имели более вытянутые головы. Вырастали приблизительно до 90 см. Маленькие плавники свидетельствуют о том, что целаканты были активными пелагическими хищниками.

## Ареал

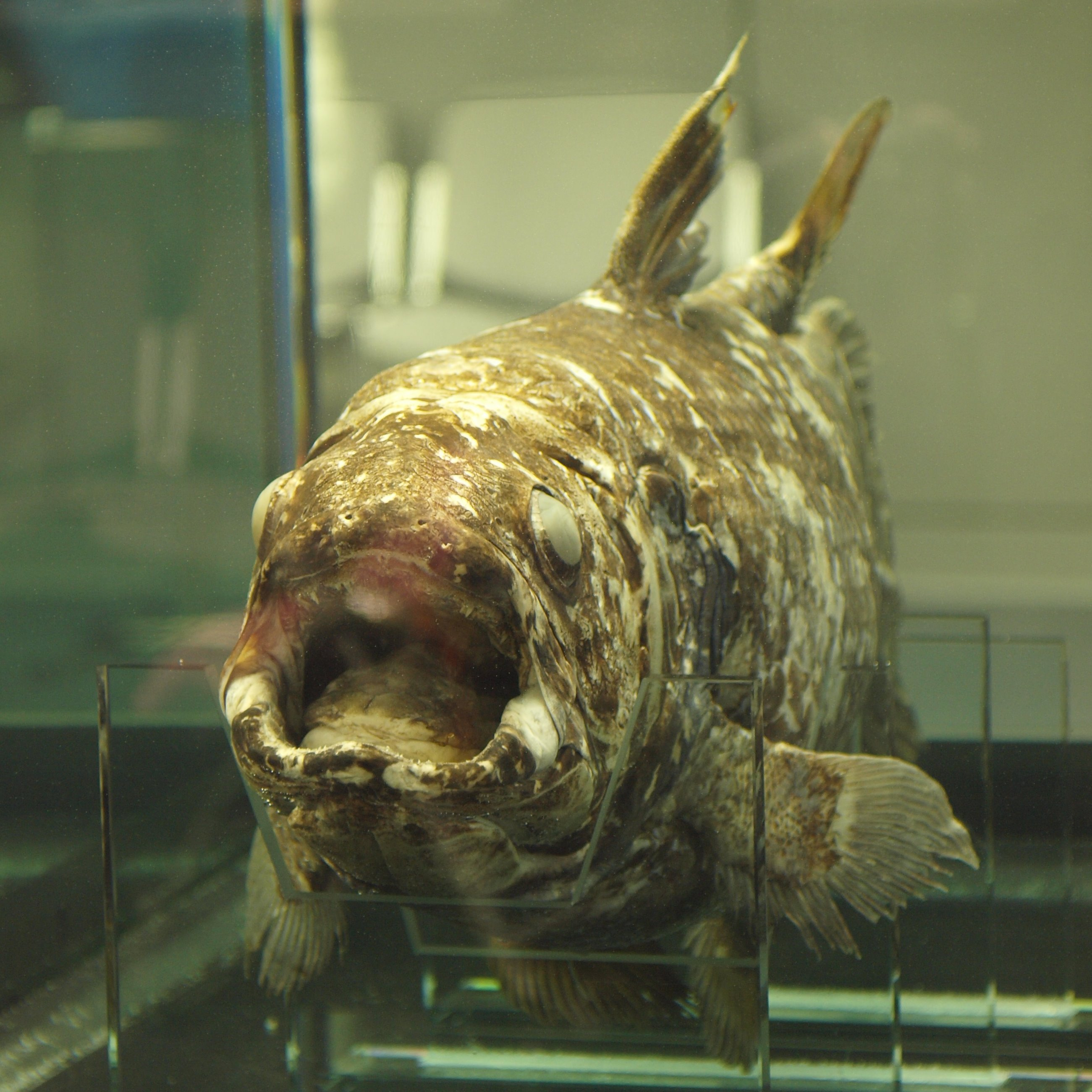
Latimeria menadoensis

До 1997 года районом распространения латимерии считался только юго-запад Индийского океана (с центром на Коморских островах), но после открытия второго вида (L. menadoensis) оказалось, что ареал рода разорванный с расстоянием между частями приблизительно 10 000 км (см. карту). Экземпляр, который выловлен возле устья реки Чалумна в 1938 году, был позднее определён как занос из коморской популяции, из района островов Гранд-Комор или Анжуан. Уловы в районе Малинди (Кения) и нахождение постоянной популяции в бухте Содвана (ЮАР) расширили ареал коморской латимерии вдоль южноафриканского побережья. Происхождение латимерий, выловленных возле побережья Мозамбика и юго-западного Мадагаскара, от коморской популяции установлено достоверно.

## Среда обитания
Латимерии — тропические морские рыбы, населяющие прибрежные воды на глубине приблизительно 100 метров. Предпочитают районы с крутыми обрывами и небольшими отложениями кораллового песка. Гемоглобин L. chalumnae сильнее всего связывается с кислородом при температуре 16—18 °C. Эта температура совпадает с изобатой 100—300 метров в большинстве районов, заселенных латимериями. Пищи на этих глубинах немного, и латимерии ночью часто перемещаются в менее глубокие слои воды. Днём они погружаются назад к уровню, который предоставляет наиболее комфортную для них температуру, и группами прячутся в пещерах. В это время медленное передвижение (часто по течению), вероятно, служит для экономии энергии. Если вышеупомянутые гипотезы верные, то рыбы, поднятые на поверхность, где температура намного выше 20 °C, испытывают респираторный стресс, выживание после которого маловероятно даже при помещении рыб в холодную воду.
На острове Гранд-Комор наибольшее количество уловов латимерий происходит вокруг застывших лавовых выбросов вулкана Картала. Эти лавовые поля содержат больше пустот, чем другие береговые участки, где латимерии могут найти добычу и переждать дневное время.

## Образ жизни

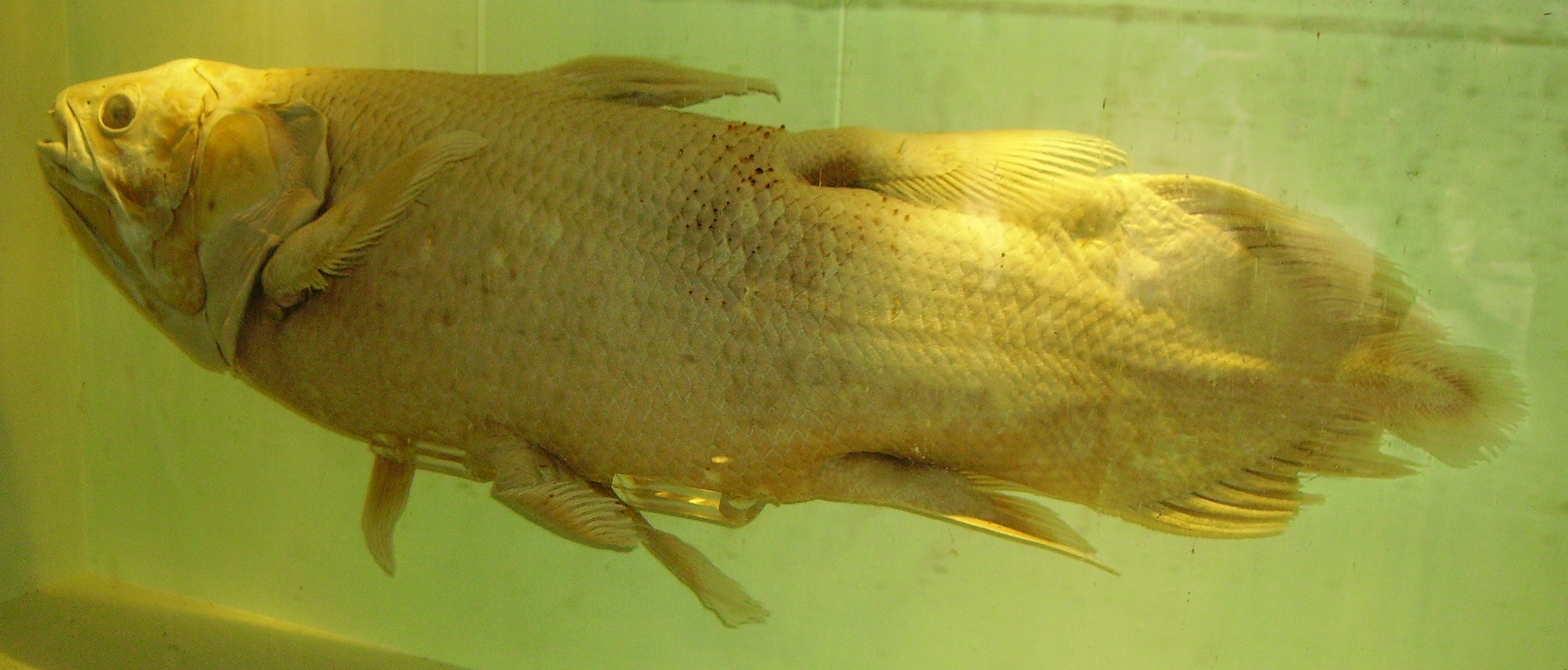
Коморский целакант в Лондонском музее

В дневное время латимерии собираются большими группами. В подводной пещере было обнаружено 19 взрослых рыб, которые медленно двигались с помощью парных плавников, при этом не касаясь друг друга. Особи, идентифицированные по конфигурации светлых пятен, на протяжении многих месяцев встречались в одних и тех же пещерах, но были и такие, которые меняли пещеры каждый день. Ночью все рыбы поодиночке перемещаются в более глубокие слои или ближе к поверхности.
Уже после первых наблюдений в 1987 году при погружении батискафа «GEO» биолог Ганс Фрике отметил, что ночью все латимерии позволяют переносить себя восходящим и нисходящим течениями воды, а также горизонтальным течениям. Парные плавники стабилизируют дрейфующую рыбу таким образом, что она заранее обплывает любые препятствия. Также Фрике сообщил, что все рыбы время от времени переворачиваются вертикально головой вниз, и остаются в таком положении до двух минут. Позже этот факт подтвердился.
При плавании латимерия медленно двигает парными грудными и брюшными плавниками в противопоставленном порядке, то есть одновременно левым грудным и правым брюшным, а потом одновременно правым грудным и левым брюшным. Такие движения характерные также для лёгочных рыб и небольшого числа других видов, которые ведут придонный образ жизни. Кроме того, этот способ движения конечностей является основным для сухопутных позвоночных.
Непарные второй спинной и анальный плавники колеблются синхронно из стороны в сторону, что обеспечивает относительно быстрое движение вперёд. Это объясняет их сходную форму и зеркальное расположение. Лучевой первый спинной плавник обычно вытянут вдоль спины, но рыба расправляет его при ощущении опасности; также этот плавник может использоваться как парус при дрейфе по течению.
Большой хвостовой плавник, образованный слитыми третьим спинным, хвостовым и вторым анальным плавниками, выпрямлен и неподвижен во время дрейфа или медленного плавания, которое характерно для всех слабоэлектрических рыб. Это даёт возможность проводить интерпретацию возмущений окружающего электрического поля. В случае опасности хвостовой плавник используется для быстрого рывка вперед.

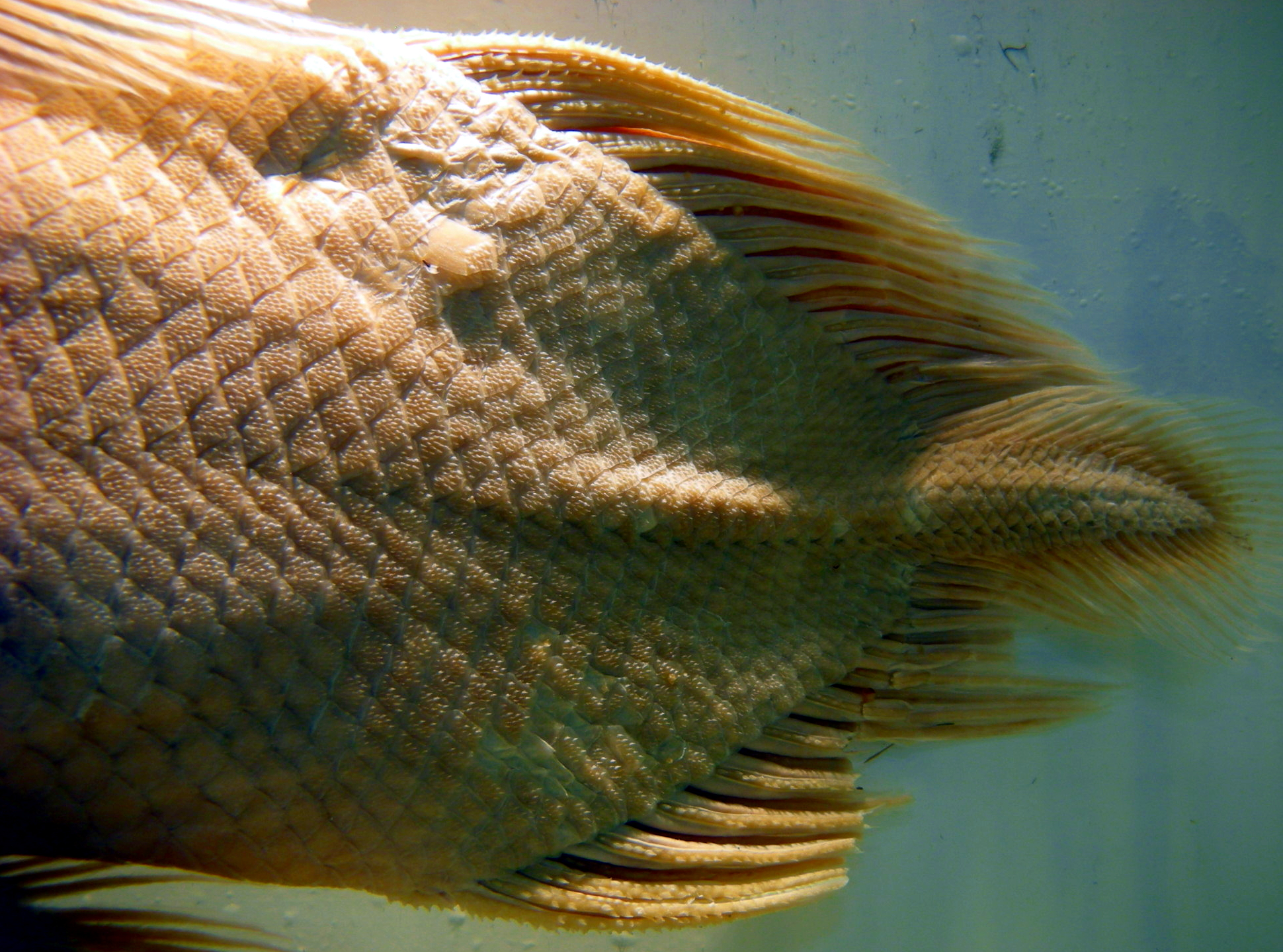

Маленький эпикаудальный лопастевидный плавник изгибается из стороны в сторону при движении рыбы, а также при «стоянии на голове», и может принимать участие в электрорецепции вместе с ростральным и ретикулярными органами. Команда батискафа GEO смогла вызвать у целакантов «стояние на голове» путём пропуска слабых электрических токов между электродами, которые держал внешний манипулятор.

## Питание
Коморский вид латимерий приспособлен к ночному питанию с медленным движением. Соответствующие исследования определили, что он является хищником и, в частности, в его рацион входят анчоусы, бериксовые (Berycidae), слитножаберные угри (Synaphobranchidae), глубоководные рыбы-кардиналы (Apogonidae), каракатицы и другие головоногие моллюски, луцианы и даже головастые акулы (Cephaloscyllium). Большая часть из этих объектов питания обитает в подводных пещерах.
Строение черепа латимерий (внутричерепной сустав) позволяет им добывать пищу путём всасывания вместе с водой при резком открытии рта. Таким образом рыбы «высасывают» добычу из пустот и расщелин в скалах.

## Размножение
До 1975 года латимерии считались яйцекладущими, поскольку в организме 163-сантиметровой самки, выловленной возле острова Анжуан в 1972 году, было найдено 19 яиц, которые формой и размером напоминали апельсин. Но в 1975 году была вскрыта другая самка, длиной 160 сантиметров, которая была выловлена возле Анжуана в 1962 году и находилась в экспозиции Американского музея естественной истории (American Museum of Natural History, AMNH). Сотрудники музея провели это вскрытие для взятия проб тканей внутренних органов, и выявили при этом в яйцеводах самки пять хорошо развитых эмбрионов длиной 30—33 сантиметра, каждый с большим желточным мешком. Это открытие свидетельствует, что латимерии являются яйцеживородящими.
Позднее исследователи под руководством Джона Вурмса подробно изучали эмбрионы и яйцеводы и доказали, что сильно васкуляризованая поверхность желточного мешка находится в очень тесном контакте с так же сильно васкуляризированной поверхностью яйцевода, формируя плацентоподобную структуру. Таким образом, возможно, что в дополнение к желтку из яйца эмбрионы также питаются и благодаря диффузии питательных веществ из крови матери.
Третий возможный вариант размножения был исследован после вылова и вскрытия ещё нескольких самок коморского вида. Одна из них, длиной 168 см, имела 59 яиц размером с куриное, другая — 65 яиц, а ещё три — 62, 56 и 66. Все эти самки имели яиц больше, чем возможности самки для снабжения эмбрионов питательными веществами. В то время, как 5 эмбрионов из самки, которая экспонировалась в AMNH, имели большой желточный мешок, 26 эмбрионов из самки, пойманной возле побережья Мозамбика, были близки к рождению и имели лишь след на животе в том месте, где раньше был желточный мешок. Все найденные эмбрионы имели хорошо развитые пищеварительную систему и зубы. Таким образом, дополнительное питание эмбрионов, вероятно, происходит за счёт остатков избыточных яиц. Известно, что у некоторых видов акул эмбрионы питаются яйцами и другими эмбрионами, и наконец рождается лишь одна большая особь. Возможно, что оофагия происходит и у латимерий.
Дальнейшие исследования вышеупомянутых неродившихся эмбрионов показали наличие чрезвычайно широких мембран, которые покрывают жабры и содержат многочисленные клетки, приспособленные к абсорбции внутриутробного молока (гистотрофы), секретируемого стенками яйцеводов. Этот тип передачи питательных веществ известен и у некоторых других рыб. Каротиноидные пигменты в желтке также участвуют в транспорте кислорода.
Таким образом, латимерии — это рыбы с очень развитой и сложной репродуктивной системой. Однако данный факт не стал удивительным для исследователей, поскольку уже было известно, что юрский целакант Holophagus gulo был достоверно живородящим, а целакант из каменноугольного периода Rhabdoderma exiguum, хотя и был яйцекладущим, но имел яйца с намного меньшим запасом желтка, что являлось ранней формой яйцерождения.
По косвенным данным, беременность латимерий очень длительная (около 13 месяцев), самки становятся половозрелыми в возрасте более 20 лет (как у некоторых осетровых) и после достижения половой зрелости размножаются один раз в несколько лет. До сих пор неизвестно, как происходит внутреннее оплодотворение и где живут молодые рыбы несколько лет после рождения. При погружениях ни одной молодой рыбы не было выявлено возле берегов или в пещерах, и только две были найдены свободно плавающими в толще воды.

## Меры по сохранению

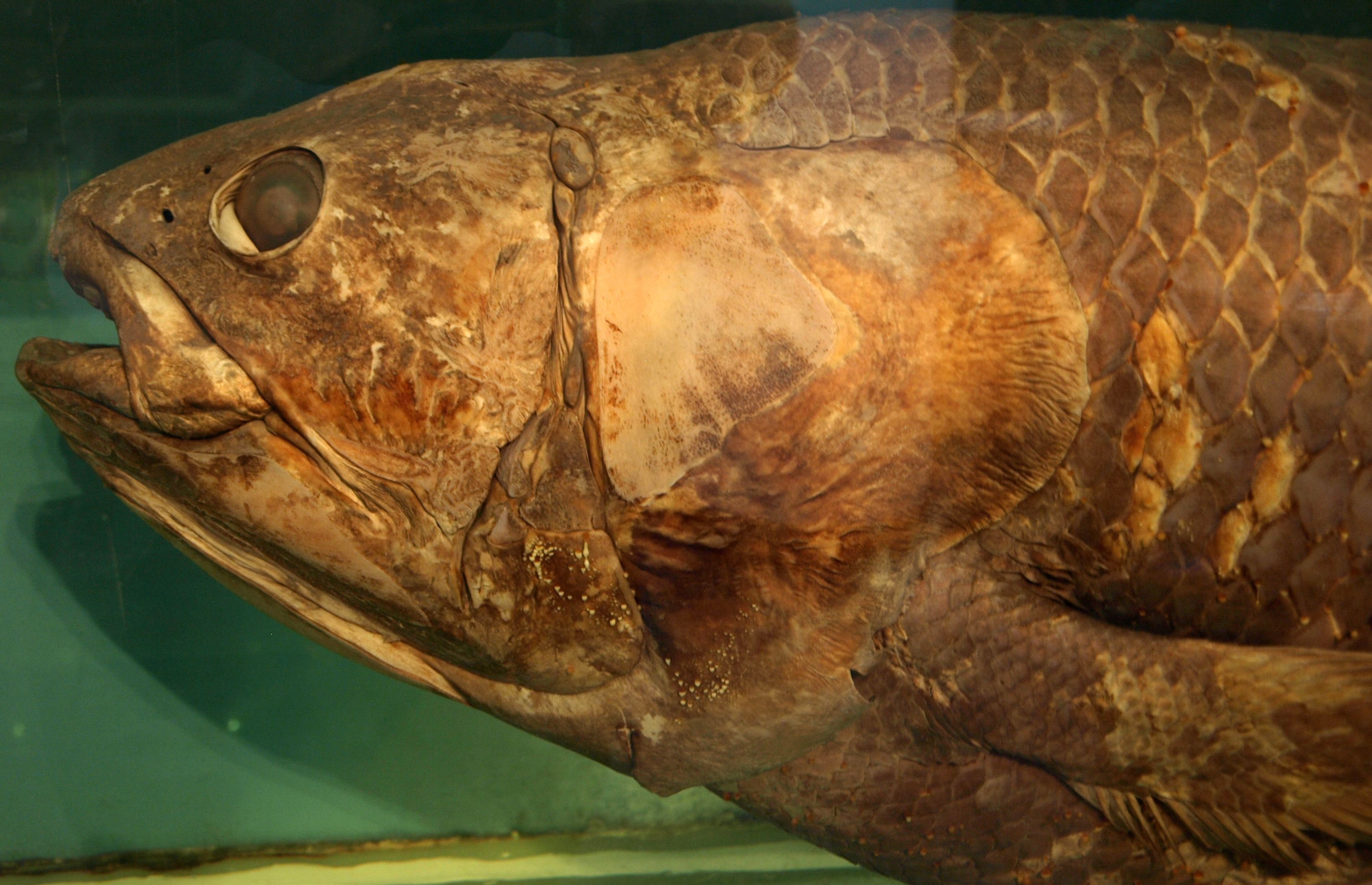

После того, как в 1952 году был пойман второй живой целакант, Коморские острова (тогда — колония Франции) были признаны «домом» этого рода. Со временем все следующие экземпляры были объявлены национальной собственностью, а второй экземпляр — «похищенным» у законных владельцев; только французам предоставлялось право ловить этих рыб. Тем не менее ряд стран получил латимерий от Франции как дипломатический подарок.
Масштабные научные исследования латимерий на Коморских островах начались в 1980-е, и в то же время возник слух, что жидкость из хорды латимерий продлевает жизнь. Таким образом, быстро образовался чёрный рынок, где цены доходили до 5000 долларов США за рыбу. Наибольшего размаха нелегальный вылов достиг во времена политического мятежа, военного переворота под руководством французского наёмника Боба Денара и последующего правления на Коморах А. Абдаллаха. После этого коморские латимерии были признаны видом, который нуждается в неотложных мероприятиях охраны, для чего в 1987 году в городе Морони (столица Союза Коморских Островов, остров Гранд-Комор) был основан Совет по сохранению целакантов (Coelacanth Conservation Council, CCC).
Следующие погружения представителей ССС под руководством Ганса Фрике на батискафе «JAGO» у берегов Гранд-Комора выявили существенное сокращение численности латимерий, и первоначальная оценка численности коморского вида в несколько тысяч особей оказалась завышенной. В 1995 году общая численность оценивалась в менее 300 особей. Принятые меры по сохранению вида привели к стабилизации численности популяции латимерии у Коморских островов. В 2009 году численность этой локальной популяции оценивалась в 300—400 взрослых особей. Несмотря на открытие в 1998 году индонезийского вида и находку целаканта в бухте Содвана (ЮАР), род латимерия остаётся под угрозой из-за узкого ареала, очень специализированной физиологии и образа жизни. В 2013 году МСОП оценивает положение коморского вида латимерий как критическое, а индонезийского — как уязвимое.

## Значение для человека
До середины XX века, когда была признана большая научная ценность латимерий, их время от времени вылавливали и использовали в пищу ради их гипотетических антималярийных свойств.
Благодаря большому содержанию жидкого жира мясо латимерии обладает сильным запахом и вкусом тухлятины, а также является причиной сильной диареи.

## Таксономия
Классификация семейства латимериевых:
Класс Лопастепёрые рыбы

Подкласс Coelacanthimorpha
- Отряд Целакантообразные
  - Семейство Латимериевые (Latimeriidae)
    - † Holophagus
    - Latimeria Smith, 1939
      - Latimeria chalumnae Smith, 1939
      - Latimeria menadoensis Pouyaud, Wirjoatmodjo, Rachmatika, Tjakrawidjaja, Hadiaty & Hadie, 1999

    - † Libys
    - † Macropoma
    - † Macropomoides
    - † Megacoelacanthus
    - † Undina